# Cribrilina corbicula
Cribrilina corbicula är en mossdjursart som först beskrevs av Charles Henry O'Donoghue 1923.  Cribrilina corbicula ingår i släktet Cribrilina och familjen Cribrilinidae. Inga underarter finns listade i Catalogue of Life.